# Club de Fútbol Gimnástico de Alcázar
El Club de Fútbol Gimnástico de Alcázar fue un equipo de fútbol español, de la ciudad de Alcázar de San Juan (Ciudad Real). Bajo esta denominación el club se fundó en 1972, coexistiendo durante un breve espacio de tiempo con el Alcázar Club de Fútbol. Su más directo predecesor espiritual, el Gimnástico Club de Fútbol, fue fundado en primera instancia en 1921, reorganizándose en 1930 y desapareciendo en 1949. Tomando la fecha de esa reorganización del Gimnástico CF, el Gimnástico de Alcázar celebró su 75 aniversario en el año 2005, pese a que realmente sólo cumplía 33 años.
A pesar de su larga historia, nunca consiguió jugar en una categoría superior a la Tercera División, siendo al principio ésta la tercera categoría nacional y, posteriormente, la cuarta.
El club desapareció tras finalizar la temporada 2014-15.

## Historia

### El Gimnástico, el España, el Betis Manchego y otros
Una de las primeras referencias que se hacen al "Gimnástico CF de Alcázar" es un número del semanario Heraldo Manchego de 1930, editado en Alcázar de San Juan, en el cual también se hace referencia a otro club de la localidad, el Club Deportivo España, fundado en 1922 y que pudo tener varias etapas hasta desaparecer en 1926, siendo uno de los conjuntos más potentes de la comarca en aquellos años tras una nueva refundación en 1930, período en el que coincide con el ya citado Gimnástico CF. El número inicial del Heraldo, con fecha 19 de julio de 1930, abre en portada, bajo el epígrafe "Breve historial del C. D. España":

En enero de 1922 un grupo de amigos formaban la Sociedad, durando esta primera época hasta mayo de 1924, en cuya fecha se renovaba la Junta directiva legalizándose la Sociedad.

En septiembre de 1925 se volvía a elegir nueva directiva que dirigió a la Sociedad hasta el mismo mes del año siguiente en el que terminaba la segunda época del España, coincidiendo esta caída con la de casi todos los equipos de la región, después del calamitoso campeonato de aquella temporada.
Después de cuatro años de inactividad, otro grupo de muchachos inicia de nuevo, en abril del año corriente, la tercera etapa del C. D. España; lanzándose a la lucha con entusiasmo y siendo recibidos con agrado y simpatía por la afición alcazareña.
La mayoría de los jugadores del equipo actual pertenecieron al infantil del antiguo España; llevan jugados 15 partidos, habiendo ganado 10, perdidos 3 y 2 empatados, con 62 goals a favor y 29 en contra.

Por la briosa juventud de sus jugadores, por su fortaleza y entusiasmo y por la actividad incansable de sus dirigentes, auguramos un brillante porvenir deportivo al simpático equipo.

El primer emblema del Gimnástico, tal cual aparece en el Heraldo Manchego, consistía en un balón de reglamento de la época con el nombre del club inscrito en él. En algún momento de los años 30, el club cambió a su escudo a una forma muy parecida al actual, consistente en una esfera con las iniciales del club, "CFGA", inscritas y estilizadas en su interior, en un estilo muy parecido al escudo del Real Madrid, y sobre el todo, un murciélago abarcando la esfera toda. En el libro "Del Orujo a Chamartín", encontramos el porqué de este escudo: "[...] el motivo de elegir este símbolo se debía a que un trabajador de su empresa [, José María Ortega], un taller de piedra artificial y terrazo, conocido como Almanegra y también futbolista aficionado en esa época, al observar el anagrama que figuraba en los numerosos sacos de cemento de la marca Asland que utilizaban en la fabricación de sus piezas, pensó en el lema: "Tan duros como el cemento" para aplicarlo a los jugadores del Gimnástico y de ahí partió la idea que tomó la forma definitiva que figura en el escudo." También se describe el primer uniforme: "camiseta roja y negra a franjas verticales, pantalón azul y medias negras."
La prensa de aquella época hace referencia a otro club reseñable en Alcázar, el Betis Manchego CF, de quien hoy sabemos gracias a la publicación local ¡Toma Goles! y también de la biografía de Jaro, insigne futbolista alcazareño: "Otros equipos alcazareños de aquellos años fueron el Betis Manchego F. C., el Universitari y el Arsenal A. T. de claras alusiones a los fundadores ingleses, además de otros veteranos en las competiciones locales como el Ferroviaria, Gimnástico, Racing y Alcázar que junto a otros noveles como Hispania, Arenas, Record, etc., constituían la retaguardia del fútbol alcazareño de la época [...]"

### Años de crisis y ambiciones
El Gimnástico, como un gran número de clubes de la zona, dejó de competir en 1936 a causa de la guerra civil española y volvió a la actividad en la temporada 1939-40. El club desapareció en 1949 tras un sonado y polémico descenso a resultas de los acontecimientos ocurridos en un partido de promoción por la permanencia contra el Electromecánicas de Córdoba. En el mes de abril, el Gimnástico jugó su último partido en competición oficial en el campo de la carretera de Miguel Esteban. En 1953 varios aficionados y veteranos del fútbol de Alcázar de San Juan reactivan la práctica del fútbol en la localidad y fundan el Alcázar CF, consistiendo su escudo terciado en banda, con el escudo de la localidad en el primero, el nombre del club en el segundo, y en tercero, varias barras de azul y grana, acolado el todo con una cruz de San Juan. El equipo pone sus aspiraciones en ascender a segunda categoría nacional, para lo cual no escatima esfuerzos en contratar a jugadores de demostrada calidad de otras regiones, objetivo que nunca consigue. La entidad queda sumida en una crisis en los años 60, cuando la compañía de electrodomésticos Askar toma el patrocinio del club y lo renombra a Askar CF a finales de la década. El escudo pasa a ser redondo, con una nota musical con el nombre de la marca y bordura con el del club y la localidad, rematado por una corona dentada. Tras una temporada 1968-69 desastrosa en la que apenas consigue 11 puntos en 38 partidos, desciende a categoría regional. El Alcázar, cada vez más sumido en la crisis deportiva e institucional ya no volverá a Tercera. En 1972 el CF Gimnástico se funda, y será el encargado de devolver a Alcázar el nombre que había perdido dentro del panorama futbolístico regional. No volverá a Tercera un equipo de la localidad hasta la 1984-85, cuando volvió a descender, y retorna en la 1987-88, envite que solventará sin problemas.

#### Discrepancias sobre el Alcázar y el Gimnástico en esta época
Durante mucho tiempo hubo dudas sobre si Alcázar y Gimnástico eran el mismo club, y si hubo fusión o cambio de nombre a principios de los 70. Recientes estudios han arrojado luz sobre este asunto concluyendo lo siguiente:
- Que Alcázar y Gimnástico son clubes completamente independientes entre sí, y que el primero fue fundado en 1953 y el segundo en 1972.
- Que el Alcázar CF desapareció al concluir la temporada 1973-1974, siendo presidente Justo López y entrenador Modesto Maside.
- Que el Gimnástico coexistió con el Alcázar y reclutó para su proyecto a varios de los jugadores que habían militado en el Alcázar.
- Que en la temporada 1970-71 aparece en categoría juvenil un equipo llamado "Alcázar OJE" que puede tener relación con el Alcázar CF.
- Que en la temporada 1971-72 el Alcázar pudo empezar la competición en Segunda Regional, pero quizá no llegó a terminarla.
- Que en 1975 el actual Gimnástico juega en 2.ª Regional y asciende a 1.ª Regional en 1977, siendo entrenador Juan Garrido.[5]

### Etapa reciente: las promociones de ascenso y la desaparición
A partir del último ascenso a Tercera se viven los años más felices del club, y también algunos de los más complicados. En la campaña 1991-92 se consigue disputar la primera fase de ascenso a Segunda División B, de la mano del por entonces desconocido entrenador Joaquín Caparrós, logrando también el derecho a jugar la Copa del Rey. Muy recordadas son en la localidad las participaciones en Copa del Rey de los años 90, siendo sin duda la más laureada la de 1992-93, en la que se elimina al Toledo en primera ronda, al Valdepeñas en segunda, y se vive el culmen de la sociedad al derribar al Éibar en un partido de vuelta épico en el que se cosecha una derrota por 3-2 en Ipurúa, resultado que hace bueno el 3-1 conseguido en el Municipal. En la siguiente ronda consiguió el Gimnástico un premio gordo al emparejarle el sorteo con el Sevilla en el que militaba Maradona, que sólo jugó en el partido de vuelta en Sevilla. El Gimnástico pierde por 0-2 la ida, y a la vuelta, el 30 de diciembre, pierde por 5-0, poniendo punto final a una excelente trayectoria copera.

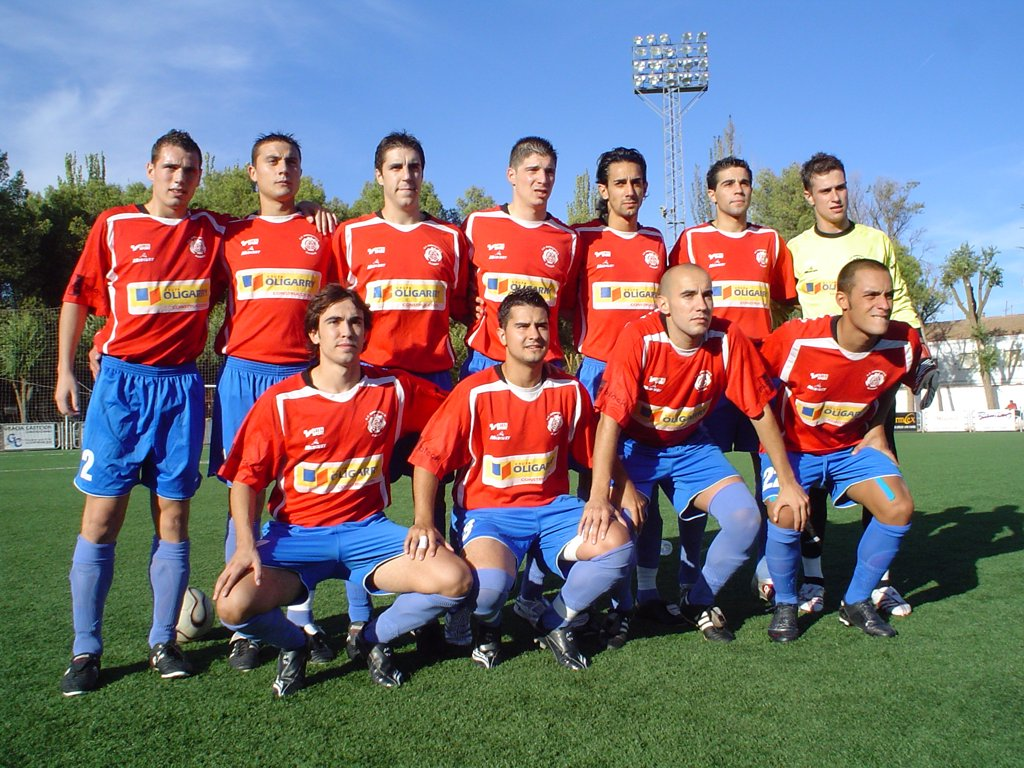
Alineación de partida contra el Tomelloso en la liga 2007/2008, jornada 6, grupo 18 de Tercera División.

No volvería a ser hasta la temporada 2004-05 cuando el Gimnástico jugaría una nueva fase de ascenso a Segunda B, viniendo este éxito precedido del campeonato de la Copa Real Federación Española de Fútbol en su fase regional, cayendo eliminado en la nacional ante el Benidorm tras eliminar a la Peña Deportiva Santa Eulalia. Volvió a repetir intento de ascenso al año siguiente. En ambos casos, caería eliminado en la primera ronda ante Torredonjimeno y Villanovense respectivamente.
La primera fase de ascenso pasa factura al club, que desde otoño de 2004 empieza a sufrir problemas de liquidez en el pago de las fichas a sus jugadores, que sin embargo, como se ha dicho, conseguirían dejar al club en cuarto lugar para disputar play-off a Segunda B. Los problemas económicos continúan la siguiente campaña, peligrando la continuidad del club en junio de 2007. Una junta gestora toma las riendas del club en verano, y consiguen sacar adelante la entidad para la campaña 2007-08 con un grupo de jugadores muy jóvenes pero motivados, a los que hay que añadir la incorporación de cuatro jugadores internacionales por el Principado de Andorra: Xavier Andorrà, Gabi Riera, Sergi Moreno y Joan Carles Toscano. El equipo consigue virtualmente la permanencia a finales de marzo de 2008 después de que terminaran el año 2007 ocupando la cuarta plaza, y termina el ejercicio en un holgado décimo lugar. En la temporada 2008-09 el Gimnástico vuelve a conseguir mantenerse en Tercera con rotunda comodidad.
En la temporada 2014-15 el Gimnástico quedó en penúltima posición de la tabla, procediéndose a la disolución del club.

## Presidentes

### Del Gimnástico CF
- 1945-1949: Jesús Ruiz Medrano, "Jesusín"

### Del CF Gimnástico
- 1973-1975: José Bosch
- 1975-1976: Antonio Rojo
- 1983-1985: Carlos Ortega Burguillos
- 1985-1990: Antonio Fuentes
- 1990-1992: Manuel Ramos Vela
- 1992-1993: Antonio Abengózar
- 1993-1994: Ana Comino
- 1994-1995: José Organero
- 1995-1996: Mariano Ramos
- 1996-2005: Teodoro Belmonte
- 2005-2007: Vicente Beamud
- 2007-2008: Juan José Sánchez-Manjavacas Carriazo
- 2008-2013: José María Ropero
- 2013-2014: Francisco Raya
- 2014-2015: Joaquín Quiñones

## Himno
El himno del club fue interpretado por primera vez por la Banda Municipal de Alcázar de San Juan antes de un partido contra el Club Deportivo Guadalajara, coincidiendo con la plantación de césped natural en el estadio Municipal. El himno es una alegoría a la deportividad y el tesón de su afición. La letra corrió a cargo de José María Carrascosa, y la música fue obra de Gratiniano Martínez y Ezequiel Ransanz.

## Escudo
Como ya se ha relatado en la historia del club, el primer escudo consistía en un balón de reglamento con el nombre del club. Este emblema no duraría mucho y poco después aparece la primera versión con el murciélago, manteniendo prácticamente el mismo diseño que el escudo actual. En los años 50, el Alcázar Club de Fútbol utiliza una versión modificada del escudo de Alcázar de San Juan hasta la etapa del Askar, donde utiliza un logotipo empresarial. Con la refundación del Gimnástico de Alcázar, se retoma también el emblema del murciélago.

## Uniforme
- Uniforme titular: camiseta roja, pantalón azul y medias azul.
- Uniforme reserva: camiseta azul celeste, pantalón blanco y medias azul celeste.

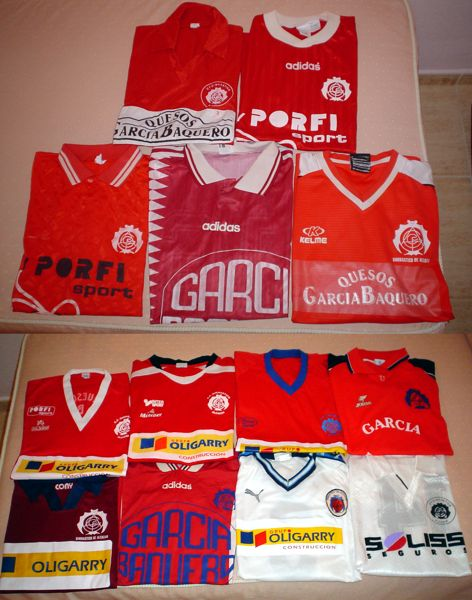
Varias camisetas usadas en la historia reciente del Gimnástico.

| Gimnástico CF años 30 | Gimnástico CF 1948 | Alcázar CF local | Alcázar CF visitante | Alcázar CF alternativo | CF Gimnástico 1977-78 | CF Gimnástico 1984-85 | CF Gimnástico 1990-91 |

## Estadio
El Gimnástico juega sus partidos como local en el Municipal de Alcázar de San Juan, con aforo para 5.000 espectadores. El estadio ha albergado partidos amistosos de diversas categorías de la selección española de fútbol y finales de competiciones regionales, así como diversos eventos de otra índole. Este estadio se encuadra dentro de unas instalaciones mayores que conforman el polideportivo municipal, entre los que se encuentran el campo "B" para entrenamiento y partidos de fútbol-7 y, en caso de necesidad, el campo "C" de pruebas atléticas.
Anteriormente, el Gimnástico había disputado partidos en el campo de la Avenida de Criptana, en el de la carretera de Miguel Esteban y en el de Educación y Descanso.

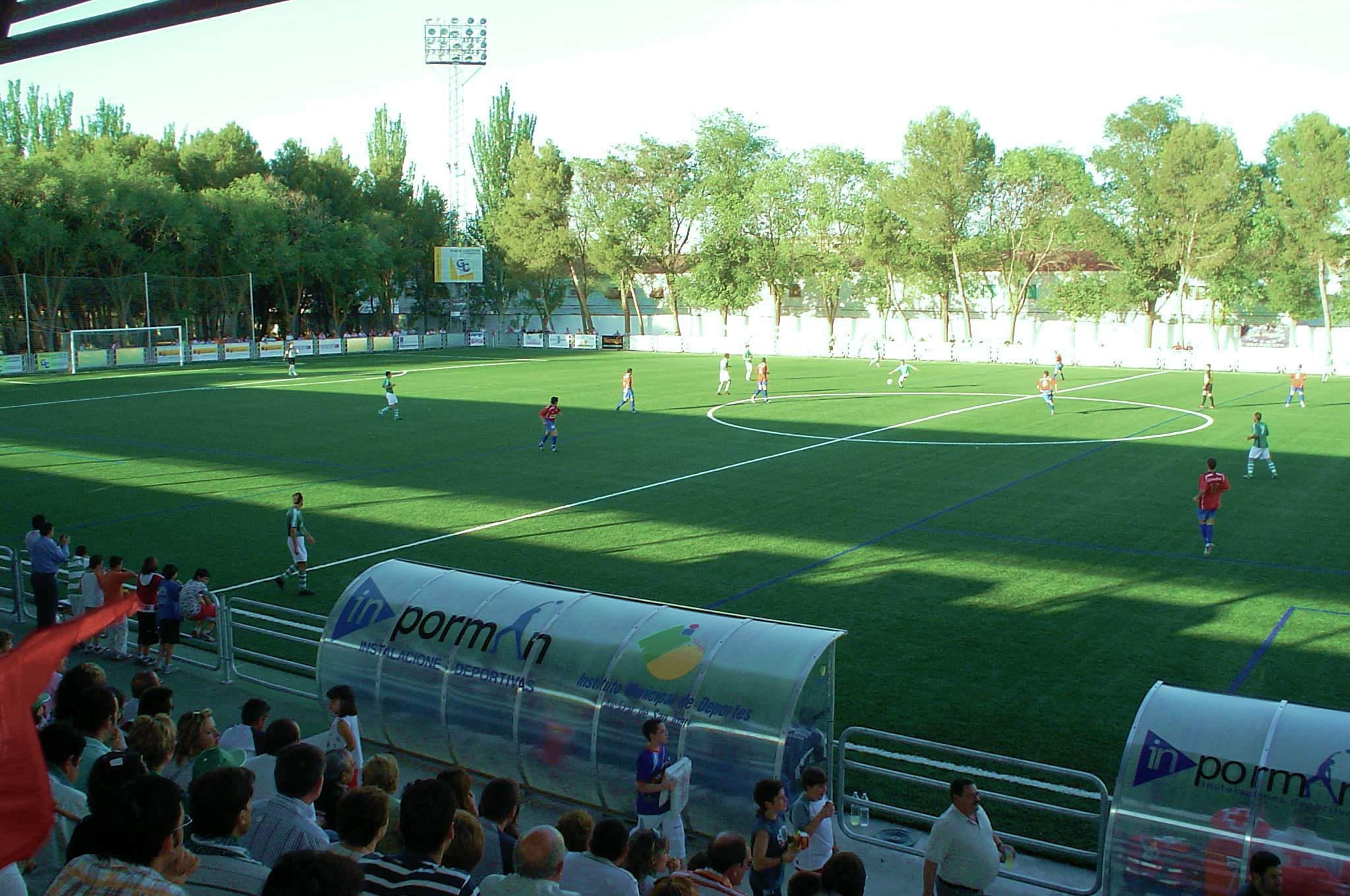
Estadio Municipal de Alcázar, play-off de ascenso a Segunda B entre Gimnástico y Villanovense.

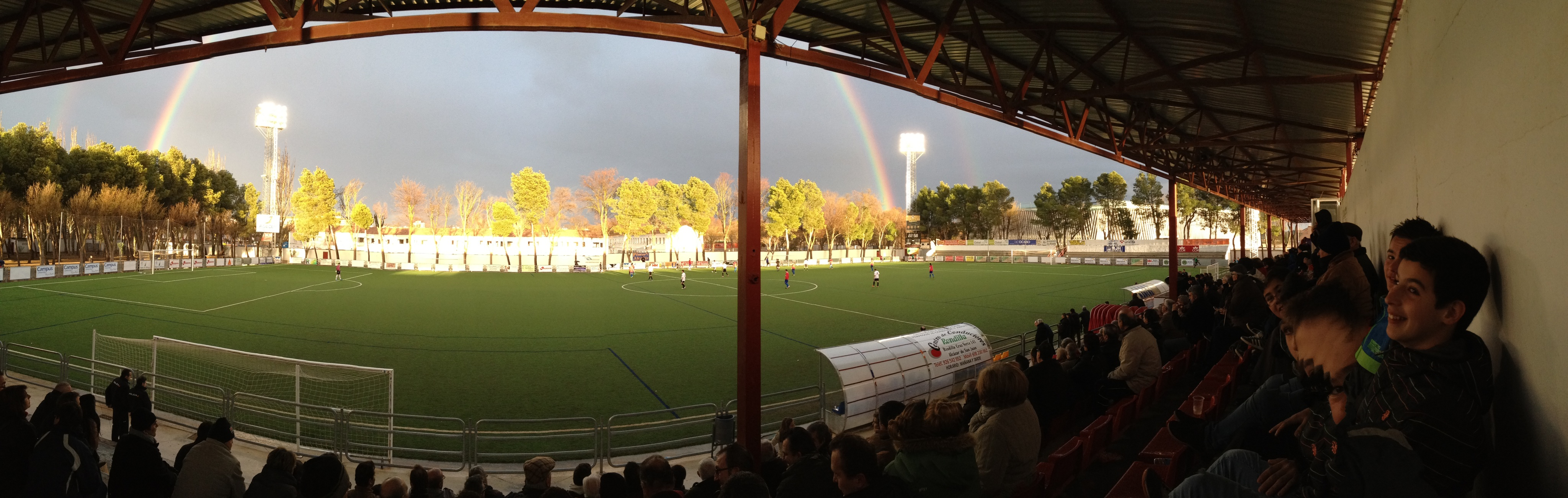
Panorámica del Estadio Municipal de Alcázar de San Juan Temporada 2013-2014

## Datos del club
- Temporadas en 1.ª: 0
- Temporadas en 2.ª: 0
- Temporadas en 2.ª B: 0
- Temporadas en 3.ª: 23 (contando la temporada 2008-09), y 2 del antiguo Gimnástico CF, considerado un club distinto.
- Mejor puesto en 3.ª: 2.º (temporada 1989-90)

### Historial en Liga
Los datos de la tabla siguiente han sido obtenidos de AREFE, de diversos hilos del foro FUTBOLPLUS, y de los "Apuntes para una historia del fútbol en Alcázar de San Juan".

#### Como Gimnástico CF
| Temporada | Categoría             | Grupo  | Posición | Nombre del equipo     | J  | G | E | P  | GF | GC | Pts | Observaciones |
| 1941-1942 | Camp. Prov. CR        | Único? | ?/8      | Gimnástico CF Alcázar | ?  | ? | ? | ?  | ?  | ?  | ?   | |
| 1942-1943 | ?                     | ?      | ?        | Gimnástico CF Alcázar | ?  | ? | ? | ?  | ?  | ?  | ?   | |
| 1943-1944 | Camp. Prov. CR        | Único  | 4.º/9    | Gimnástico CF Alcázar | 16 | 9 | 0 | 7  | 42 | 47 | 18  | |
| 1944-1945 | 1.ª Regional CR       | I      | 1.º/4    | Gimnástico CF Alcázar | 6  | 5 | 0 | 1  | 20 | 10 | 10  | Final por el campeonato: Gimnástico 1-2 Almagreña, Almagreña 2-2 Gimnástico. |
| 1945-1946 | 1.ª Regional CR       | Único  | 1.º/3    | Gimnástico CF Alcázar | 4  | 2 | 1 | 1  | 13 | 7  | 5   | Eliminatorias del Campeonato de Castilla: Alas Hamaika 4-0 Gimnástico, Gimnástico 2-0 Alas Hamaika. El Gimnástico asciende a Tercera División por una reestructuración de categorías.                                                                                                |
| 1946-1947 | 3.ª División          | VIII   | 8.º/10   | Gimnástico CF Alcázar | 18 | 5 | 3 | 10 | 25 | 50 | 13  | Se le dio por perdido a posteriori un encuentro ante el Toledo el 5 de enero de 1947, cuando en el descanso el marcador era de 1-1, por incidentes graves de público durante la primera mitad.                                                                                       |
|           | Torneo complementario | IX     | 4.º/6    | Gimnástico CF Alcázar | 10 | 4 | 2 | 4  | 31 | 25 | 10  | |
| 1947-1948 | 3.ª División          | VI     | 10.º/14  | Gimnástico CF Alcázar | 26 | 9 | 4 | 13 | 46 | 75 | 22  | Disputa la promoción para eludir el descenso. |
|           | 3.ª Div. (Perm.)      | III    | 4.º/4    | Gimnástico CF Alcázar | 6  | 2 | 0 | 4  | 17 | 22 | 4   | Tras graves incidentes de público en el partido Gimnástico-Electromecánicas, que decidía quién se mantenía en 3.ª y quién descendía a Regional, la Federación decidió descalificar al Gimnástico, bajarlo de categoría, y devolverle al Manchego la plaza en 3.ª que habían perdido. |
| 1948-1949 | 1.ª Regional CR       | Único  | 5.º/8    | Gimnástico CF Alcázar | 14 | 6 | 3 | 5  | 42 | 29 | 15  | Al término de esta temporada el Gimnástico desapareció. |

#### Como CF Gimnástico de Alcázar
| Temporada | Categoría      | Grupo | Posición | Nombre del equipo        | J  | G  | E  | P  | GF  | GC | Pts | Observaciones |
| 1973-1974 | 3.ª Regional   | 11-B  | 1.º/11   | CF Gimnástico de Alcázar | 20 | 14 | 2  | 4  | 65  | 23 | 30  | Ascenso a Tercera Preferente. |
| 1974-1975 | 3.ª Preferente | 4     | 5.º/16   | CF Gimnástico de Alcázar | 30 | 16 | 6  | 8  | 72  | 43 | 38  | Ascenso a Segunda Regional. |
| 1975-1976 | 2.ª Regional   | 4     | 11.º/20  | CF Gimnástico de Alcázar | 36 | 14 | 8  | 14 | 65  | 54 | 36  | |
| 1976-1977 | 2.ª Regional   | 4     | 3.º/20   | CF Gimnástico de Alcázar | 37 | 23 | 4  | 10 | 78  | 42 | 52  | Ascenso a Primera Regional. |
| 1977-1978 | 1.ª Regional   | 2     | 14.º/17  | CF Gimnástico de Alcázar | 32 | 10 | 7  | 15 | 43  | 61 | 27  | |
| 1978-1979 | 1.ª Regional   | 1     | 8.º/18   | CF Gimnástico de Alcázar | 34 | 14 | 3  | 17 | 43  | 56 | 31  | |
| 1979-1980 | 1.ª Regional   | 2     | 5.º/18   | CF Gimnástico de Alcázar | 34 | 17 | 9  | 8  | 60  | 36 | 43  | Ascenso a Preferente. |
| 1980-1981 | 1.ª Preferente | Único | 10.º/18  | CF Gimnástico de Alcázar | 34 | 12 | 9  | 13 | 44  | 59 | 33  | |
| 1981-1982 | 1.ª Preferente | Único | 7.º/18   | CF Gimnástico de Alcázar | 34 | 15 | 5  | 14 | 43  | 48 | 35  | |
| 1982-1983 | 1.ª Preferente | Único | 4.º/18   | CF Gimnástico de Alcázar | 34 | 18 | 9  | 7  | 64  | 46 | 45  | |
| 1983-1984 | 1.ª Preferente | II    | 1.º/18   | CF Gimnástico de Alcázar | 34 | 22 | 6  | 6  | 72  | 43 | 50  | Campeón de Preferente y ascenso a Tercera División. |
| 1984-1985 | 3.ª División   | VII   | 19.º/20  | CF Gimnástico de Alcázar | 38 | 9  | 8  | 21 | 41  | 73 | 26  | Descenso a Regional. |
| 1985-1986 | 1.ª Preferente | I     | 3.º/18   | CF Gimnástico de Alcázar | 34 | 20 | 6  | 8  | 84  | 36 | 46  | Tras esta temporada y la creación de la Federación de Fútbol de Castilla-La Mancha, el Gimnástico pasará a jugar exclusivamente dentro de la región.                                                        |
| 1986-1987 | 1.ª Preferente | II    | 2.º/20   | CF Gimnástico de Alcázar | 38 | 29 | 5  | 4  | 124 | 34 | 63  | Ascenso a Tercera. |
| 1987-1988 | 3.ª División   | XVII  | 5.º/20   | CF Gimnástico de Alcázar | 38 | 19 | 10 | 9  | 57  | 33 | 48  | |
| 1988-1989 | 3.ª División   | XVII  | 3.º/22   | CF Gimnástico de Alcázar | 42 | 21 | 13 | 8  | 76  | 45 | 55  | |
| 1989-1990 | 3.ª División   | XVII  | 2.º/20   | CF Gimnástico de Alcázar | 38 | 22 | 9  | 7  | 63  | 35 | 53  | |
| 1990-1991 | 3.ª División   | XVII  | 5.º/19   | CF Gimnástico de Alcázar | 36 | 17 | 10 | 9  | 49  | 29 | 44  | |
| 1991-1992 | 3.ª División   | XVII  | 4.º/20   | CF Gimnástico de Alcázar | 38 | 18 | 13 | 7  | 52  | 27 | 49  | Promociona para jugar la liguilla de ascenso a Segunda B. |
|           | Liga ascenso   | D-4   | 4.º/4    | CF Gimnástico de Alcázar | 6  | 0  | 3  | 3  | 3   | 11 | 3   | |
| 1992-1993 | 3.ª División   | XVII  | 5.º/20   | CF Gimnástico de Alcázar | 38 | 18 | 10 | 10 | 55  | 29 | 46  | |
| 1993-1994 | 3.ª División   | XVII  | 6.º/20   | CF Gimnástico de Alcázar | 38 | 18 | 9  | 11 | 62  | 43 | 45  | |
| 1994-1995 | 3.ª División   | XVII  | 6.º/20   | CF Gimnástico de Alcázar | 38 | 17 | 12 | 9  | 62  | 36 | 46  | |
| 1995-1996 | 3.ª División   | XVII  | 13.º/20  | CF Gimnástico de Alcázar | 38 | 11 | 11 | 16 | 36  | 46 | 44  | |
| 1996-1997 | 3.ª División   | XVII  | 11.º/20  | CF Gimnástico de Alcázar | 38 | 14 | 8  | 16 | 53  | 50 | 50  | |
| 1997-1998 | 3.ª División   | XVII  | 14.º/20  | CF Gimnástico de Alcázar | 38 | 12 | 8  | 18 | 36  | 43 | 44  | |
| 1998-1999 | 3.ª División   | XVII  | 15.º/20  | CF Gimnástico de Alcázar | 38 | 11 | 6  | 21 | 42  | 61 | 39  | |
| 1999-2000 | 3.ª División   | XVII  | 11.º/20  | CF Gimnástico de Alcázar | 38 | 13 | 10 | 15 | 51  | 51 | 49  | |
| 2000-2001 | 3.ª División   | XVII  | 10.º/20  | CF Gimnástico de Alcázar | 38 | 16 | 8  | 14 | 42  | 36 | 56  | |
| 2001-2002 | 3.ª División   | XVII  | 14.º/20  | CF Gimnástico de Alcázar | 38 | 10 | 13 | 15 | 42  | 47 | 43  | |
| 2002-2003 | 3.ª División   | XVII  | 15.º/20  | CF Gimnástico de Alcázar | 38 | 9  | 12 | 17 | 30  | 39 | 39  | |
| 2003-2004 | 3.ª División   | XVII  | 7.º/20   | CF Gimnástico de Alcázar | 38 | 19 | 9  | 10 | 49  | 36 | 66  | |
| 2004-2005 | 3.ª División   | XVII  | 3.º/20   | CF Gimnástico de Alcázar | 38 | 21 | 9  | 8  | 55  | 33 | 72  | Promoción de ascenso a Segunda B: Gimnástico 3-1 Torredonjimeno, Torredonjimeno 3-1 Gimnástico, se clasifica el Torredonjimeno para la final por lanzamientos de penalti.                                   |
| 2005-2006 | 3.ª División   | XVII  | 4.º/20   | CF Gimnástico de Alcázar | 38 | 19 | 11 | 8  | 59  | 39 | 68  | Promoción de ascenso a Segunda B: Gimnástico 1-0 Villanovense, Villanovense 4-0 Gimnástico, se clasifica el Villanovense para la final.                                                                     |
| 2006-2007 | 3.ª División   | XVIII | 13.º/20  | CF Gimnástico de Alcázar | 38 | 11 | 12 | 15 | 37  | 44 | 45  | |
| 2007-2008 | 3.ª División   | XVIII | 10.º/20  | CF Gimnástico de Alcázar | 38 | 14 | 10 | 14 | 37  | 41 | 52  | |
| 2008-2009 | 3.ª División   | XVIII | 8.º/19   | CF Gimnástico de Alcázar | 36 | 13 | 12 | 11 | 44  | 44 | 51  | Se le anuló un partido ante el Atlético de Esquivias CF en casa de éste por retirada del club toledano durante la primera vuelta que hubieran supuesto tres puntos más para el Gimnástico de Alcázar (0-1). |

### Historial en Copa del Rey
Los datos de la tabla siguiente han sido obtenidos de Linguasport.
| Temporada | Fecha | Ronda | Local                    |   |    | Visitante                |
| 1947-1948 | 1947  | 1.ª   | Tomelloso CF             | 3 | 1  | Gimnástico CF Alcázar    |
| 1990-1991 | 1990  | 1.ª   | CF Gimnástico de Alcázar | 3 | 3  | Montilla CF              |
|           | 1990  | 1.ª   | Montilla CF              | 3 | 1  | CF Gimnástico de Alcázar |
| 1991-1992 | 1991  | 1.ª   | CP Villarrobledo         | 1 | 2  | CF Gimnástico de Alcázar |
|           | 1991  | 1.ª   | CF Gimnástico de Alcázar | 1 | 1  | CP Villarrobledo         |
|           | 1991  | 3.ª   | CF Gimnástico de Alcázar | 3 | 0  | UD Oliva                 |
|           | 1991  | 3.ª   | UD Oliva                 | 1 | 0  | CF Gimnástico de Alcázar |
|           | 1991  | 4.ª   | CF Gimnástico de Alcázar | 1 | 1  | CD Castellón             |
|           | 1991  | 4.ª   | CD Castellón             | 2 | 0  | CF Gimnástico de Alcázar |
| 1992-1993 | 1992  | 1.ª   | CF Gimnástico de Alcázar | 1 | 0  | CD Toledo                |
|           | 1992  | 1.ª   | CD Toledo                | 1 | 3  | CF Gimnástico de Alcázar |
|           | 1992  | 2.ª   | CF Gimnástico de Alcázar | 3 | 2  | CD Valdepeñas            |
|           | 1992  | 2.ª   | CD Valdepeñas            | 1 | 0* | CF Gimnástico de Alcázar |
|           | 1992  | 3.ª   | CF Gimnástico de Alcázar | 3 | 1  | SD Eibar                 |
|           | 1992  | 3.ª   | SD Eibar                 | 3 | 2  | CF Gimnástico de Alcázar |
|           | 1992  | 4.ª   | CF Gimnástico de Alcázar | 0 | 2  | Sevilla FC               |
|           | 1992  | 4.ª   | Sevilla FC               | 5 | 0  | CF Gimnástico de Alcázar |
| 1993-1994 | 1993  | 1.ª   | CF Gimnástico de Alcázar | 0 | 3  | Club Atlético Tomelloso  |
|           | 1993  | 1.ª   | Club Atlético Tomelloso  | 3 | 0  | CF Gimnástico de Alcázar |

El equipo clasificado aparece en negrita. Con un * aparece el equipo clasificado por lanzamientos desde el punto de penalty.

## Jugadores

### Plantilla 2009/10
- Actualizado a 11 de enero de 2010

## Otras secciones y filiales
El Gimnástico de Alcázar siempre ha dispuesto de una de las canteras más prolíficas de la región, disponiendo de una retaguardia bien cubierta por sus dos equipos de juveniles e incluso, en su día, de un equipo filial en categorías regionales. La mayoría de jóvenes promesas que despuntan en la Escuela de Fútbol Base de Alcázar acaba teniendo la oportunidad de defender los colores del equipo de su pueblo.
En la actualidad, el club dispone de un equipo juvenil en la Liga Nacional y otro en la Liga Juvenil Provincial.

### Gimnástico Juvenil Nacional
El Gimnástico Juvenil Nacional, o Gimnástico Juvenil "A", se desempeña en el grupo 15 de la Liga Nacional Juvenil junto a otros equipos de Castilla-La Mancha. El equipo senior echa mano con frecuencia de jugadores de este equipo para cubrir posibles bajas.
Su mayor hito es haber conseguido disputar la liga de División de Honor Juvenil.

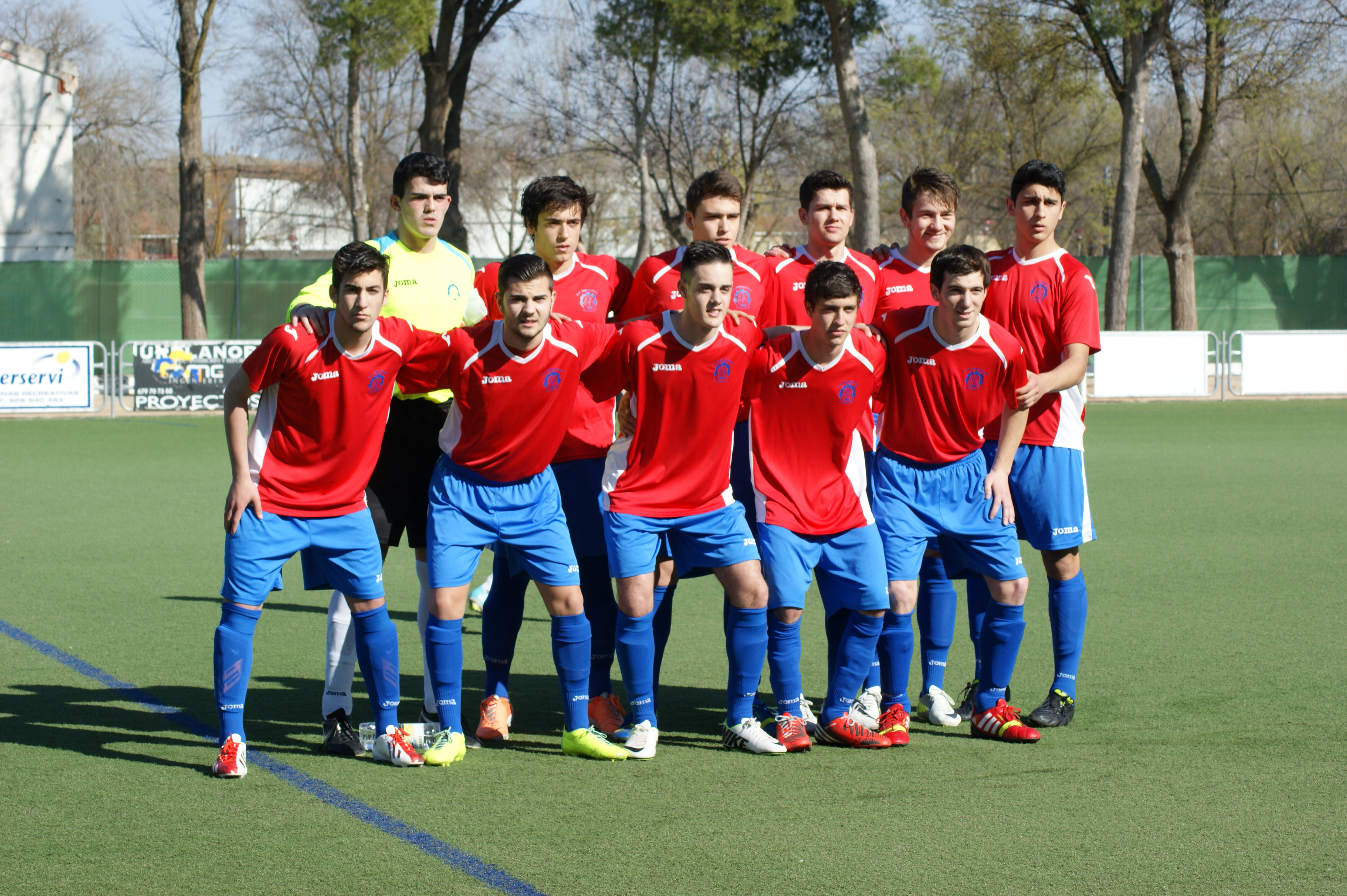
Alineación típica del Juvenil nacional con el primer uniforme.Temporada 2013-14

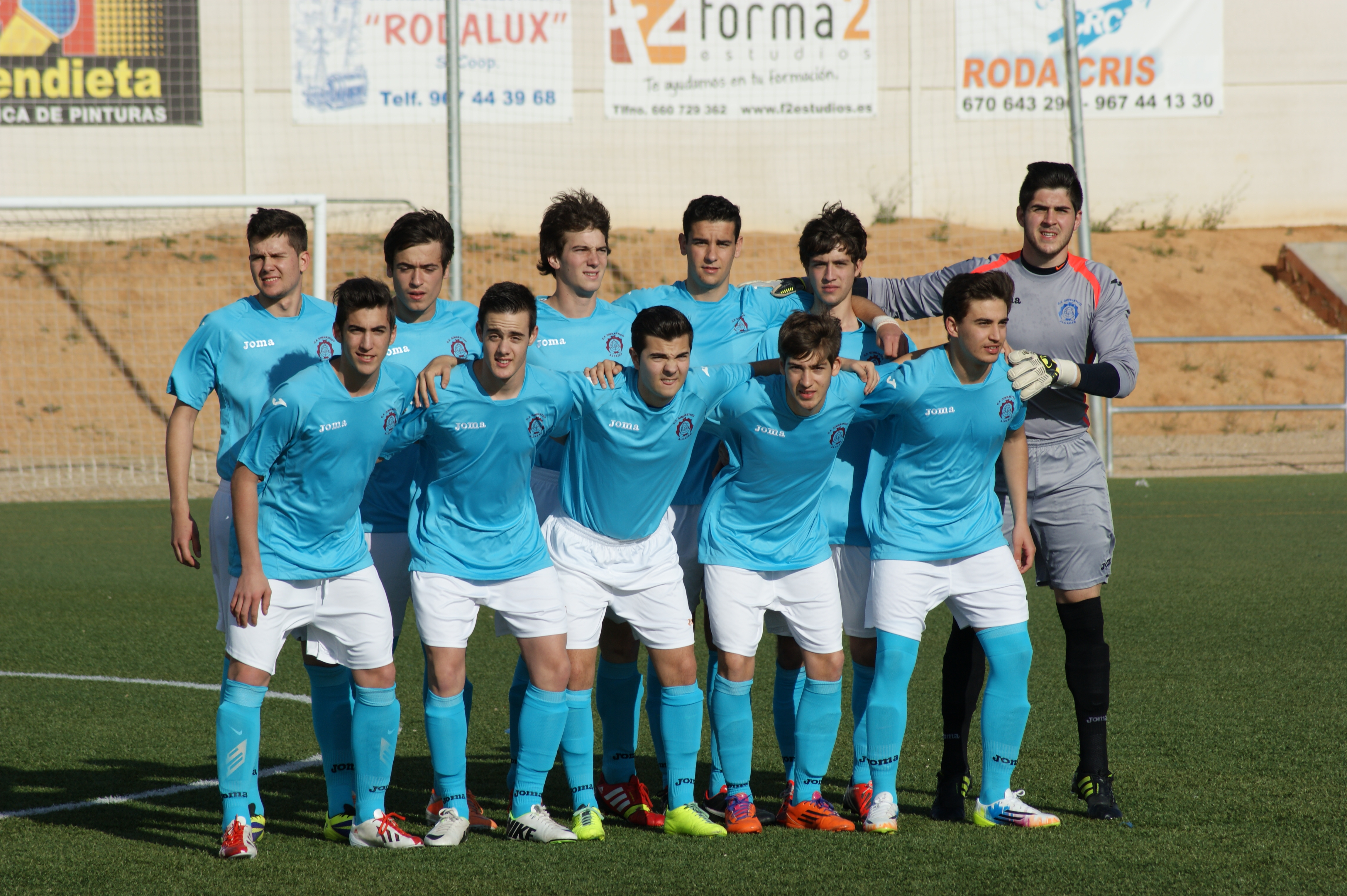
Alineación típica del Juvenil nacional con el segundo uniforme.Temporada 2013-14

### Gimnástico Juvenil Provincial
El Gimnástico Juvenil Provincial, o Gimnástico Juvenil "B", se desempeña en el grupo 4 de la Liga Juvenil Provincial de Castilla-La Mancha junto a otros equipos de la comarca. Anteriormente este equipo fue conocido como Club Deportivo Elemental Corazón de la Mancha.

### Gimnástico de Alcázar Deportivo
A finales de los años 80 y principios de los 90 del siglo XX, coincidendo con la etapa de esplendor del Gimnástico, el club dispuso de un equipo filial, el Gimnástico Deportivo, que servía de trampolín para que las jóvenes promesas fueran incorporadas posteriormente al primer equipo.
| Temporada | Categoría     | Grupo | Posición | Nombre del equipo        | J  | G  | E | P  | GF | GC | Pts | Observaciones                                                   |
| 1988-1989 | 2.ª Reg. Ord. | 2     | 8.º/10   | CF Gimn. de Alcázar Dep. | 18 | 5  | 1 | 12 | 28 | 47 | 11  |                                                                 |
| 1989-1990 | 2.ª Reg. Ord. | 3     | 1.º/12   | CF Gimn. de Alcázar Dep. | 22 | 14 | 4 | 4  | 49 | 20 | 32  | Ascenso a Primera Regional Ordinaria.                           |
| 1990-1991 | 1.ª Reg. Ord. | 3     | 7.º/15   | CF Gimn. de Alcázar Dep. | 28 | 13 | 5 | 10 | 46 | 44 | 31  |                                                                 |
| 1991-1992 | 1.ª Reg. Ord. | 3     | 17.º/17  | CF Gimn. de Alcázar Dep. | 32 | 8  | 4 | 20 | 39 | 66 | 20  | Descenso a Segunda Regional Ordinaria y posterior desaparición. |

## Palmarés
- Campeonato provincial
- Copa RFEF fase regional (2004-05)
- Trofeo Diputación Provincial
- Placa de plata al Mérito Deportivo 2007 de la Junta de Comunidades de Castilla-La Mancha[10]

### Trofeos amistosos
- Trofeo de la Uva y el Vino: (2) 1991, 1994
- Trofeo Rosa del Azafrán: (2) 1989, 1995